# 花园桥 (桂林)
花园桥位于中国广西桂林市七星区灵剑溪与六合路相交处。

## 历史
花园桥旧时为石桥，因该桥位于花园里东头，故名花园桥。抗日战争期间毁于战火；民国三十五年（1946年）重修石桥；1974年在其南面重建钢筋混凝土拱桥 。